# Hamble-le-Rice
Hamble-le-Rice est une paroisse civile et un village du Hampshire, en Angleterre.